# Зеленський Михайло Володимирович
Михайло Володимирович Зеленський (нар.. 7 вересня 1975, Москва, Російська РФСР, СРСР — пом.. 11 січня 2022, Пунта-Кана, Домініканська Республіка) — російський журналіст і телеведучий. Член Академії російського телебачення (2017).

## Біографія
Народився 7 вересня 1975 року в Москві в сім'ї військовослужбовця, внаслідок чого неодноразово в дитинстві переїжджав і закінчив школу в Хабаровську.
1992 року успішно вступив одразу до двох закладів освіти — до Хабаровського медичного інституту та Хабаровського інституту фізичної культури на факультет «спортивний менеджмент». Під час навчання отримав спортивний розряд «Кандидат у майстри спорту» (КМС) з фігурного катання. Навчання поєднував із роботою діджеєм на радіостанції «Радіо А».
У 1996 році вступив до Московського інституту підвищення кваліфікації працівників телебачення та радіомовлення (нині — Академія медіаіндустрії) на курси телерадіоведучих. Заочно закінчив факультет журналістики Московського державного університету.
З 1997 року працював ведучим на «Радіо Ностальжі» . Потім вів випуски новин на телеканалі «ТВ Центр».
У 1999—2001 роках був ведучим випусків програми «Вести» на телеканалах РТР і «Культура».
З 12 лютого 2001 по 11 лютого 2011 — ведучий програми «Вести-Москва». З 2006 по 2010 рік також був ведучим лінійного ефіру телеканалу «Росія-24».
У 2002—2004 роках брав участь у сезонах російської версії телегри «Форт Боярд» на телеканалі «Росія». Учасник та срібний призер другого сезону проєкту «Танці на льоду» (2007), також був ведучим спеціальної програми-додатку «Танці на льоду». Погляд зсередини" для телеканалу «Спорт».
З 4 квітня 2011 по 30 квітня 2013 року — ведучий ток-шоу «Прямий ефір».
13 травня 2013 року повернувся ведучим у програму «Вести-Москва» — випуск о 19:35 отримав назву «Вести-Москва» с Михаилом Зеленским" та статус авторської програми.
7 жовтня 2013 року став одним із факелоносців естафети олімпійського вогню зимових Олімпійських ігор 2014 року на її етапі в Москві. Під час проходження дистанції вів прямий ефір телефоном.
З 23 березня по 29 червня 2014 та з 11 вересня 2016 по 26 грудня 2021 року — ведучий програми «Вісті-Москва. Тиждень у місті» (з 2016 року — «Тиждень у місті»).
2015 року став автором документального фільму «Валаам. Острів порятунку».
З 28 жовтня 2016 по 17 грудня 2021 року — ведучий програми «Квиток до Большого» на телеканалі «Росія-Культура». З 4 вересня 2017 по 30 грудня 2021 року — оглядач телеканалу, ведучий програми "Новини культури ".
Викладав у Вищій школі телебачення Останкіно.

### Смерть та похорон
Раптово помер у ніч з 11 на 12 січня 2022 року за московським часом.
Ведучий разом із дружиною відпочивав у Пунта-Кані в Домініканській Республіці). Там на курорті його у тяжкому стані встигли довезти до лікарні, де він помер, незважаючи на зусилля лікарів. Попередня причина смерті — інсульт.
Тіло телеведучого Михайла Зеленського доставили із Домініканської Республіки до Москви 18 січня 2022 року. Похорон пройшов на Троєкурівському цвинтарі.
Церемонія прощання відбулася 19 січня 2022 року у похоронному будинку «Троєкурове». Похований на Троєкурівському цвинтарі на Алеї журналістів поруч із могилами працювали у ВДТРК Ігоря Корнелюка та Сергія Доренко.

## Родина
- Перша дружина — Ольга Дробіна, колишня однокласниця (2003—2007)[29].
- Друга дружина — Олена Грушина, тренерка з фігурного катання, колишня фігуристка (2008—2014).
  - Наприкінці 2008 року вона народила дочку Софію.
  - 2012 року в сім'ї з'явилася друга дочка Поліна[30].
- Третя дружина — Міла Рубінчик, психолог, авторка YouTube-каналу «Прокрастинатор»; була одружена з Зеленським з 2018 року до його смерті в 2022 році[31].

## Визнання
- Лауреат Премії міста Москви в галузі журналістики (2018) — за висвітлення головних подій столиці в інформаційній програмі «Тиждень у місті»[32]
- Переможець конкурсу «Москва Медіа» у номінації «Найкращий телеведучий» (2011)[33]